# The Woman in White (film 1912 Gem)
The Woman in White è un cortometraggio muto del 1912. Il nome del regista non viene riportato nei credit del film la cui sceneggiatura si basa sull'omonimo romanzo di Wilkie Collins.

## Produzione
Il film fu prodotto dalla Gem Motion Picture Company.

## Distribuzione
Distribuito dall'Universal Film Manufacturing Company, il film - un cortometraggio in due bobine - uscì nelle sale cinematografiche statunitensi il 22 ottobre 1912.